# فليشمانس (نيويورك)
فليشمانس (بالإنجليزية: Fleischmanns, New York)‏ هي منطقة سكنية تقع في الولايات المتحدة في نيويورك (ولاية). يقدر عدد سكانها بـ 351 نسمة .